# Joffre Lakes Park
Joffre Lakes Park är en park i Kanada.   Den ligger i provinsen British Columbia, i den sydvästra delen av landet, 3 500 km väster om huvudstaden Ottawa. Joffre Lakes Park ligger 1 662 meter över havet. Den ligger vid sjön Upper Joffre Lake.
Terrängen runt Joffre Lakes Park är mycket bergig. Trakten runt Joffre Lakes Park är nära nog obefolkad, med mindre än två invånare per kvadratkilometer.. Det finns inga samhällen i närheten. 
I omgivningarna runt Joffre Lakes Park växer i huvudsak barrskog.